# Adel Sellimi
Adel Sellimi (* 16. November 1972 in Le Kram, Tunis) ist ein ehemaliger tunesischer Fußballspieler.

## Die Vereinskarriere
Adel Sellimi schloss sich 1983 im Alter von zehn Jahren Club Africain, einem der renommiertesten tunesischen Fußballvereine, an. Ab 1989 trainierte er in der ersten Mannschaft mit und kam 1990 zu seinem ersten Punktspieleinsatz. 1992 gewann er die tunesische Meisterschaft und den Pokal. Bis 1996 blieb er seinem Heimatverein treu, gewann im Abschiedsjahr nochmals die Meisterschaft und war bei den Anhängern aufgrund seiner Bodenständigkeit und seiner Laufbereitschaft äußerst populär. Im Juli 1996 bahnte sich sein Wechsel zum FC St. Pauli an, nach den Olympischen Sommerspielen 1996 wechselte Sellimi jedoch zum französischen Klub FC Nantes.
Sellimi kam in der Ligue 1 nicht zurecht, erzielte nur zwei Tore in 40 Einsätzen und wurde in der Winterpause der Saison 1997/98 an den spanischen Zweitligisten Real Jaén verliehen. Erst beim spanischen Verein fand er seine Form wieder und wechselte daraufhin ablösefrei zum deutschen Erstligisten SC Freiburg.
Zu diesem Zeitpunkt standen bei den Breisgauern mit Zoubaier Baya und Mehdi Ben Slimane bereits zwei Tunesier unter Vertrag. Seinen bereits bei Nantes „erworbenen“ Spitznamen die Lunge bestätigte er auch in Freiburg. Er ging weite Weg, störte das Aufbauspiel des Gegners früh und passte somit gut in das damalige taktische Konzept des SCF. Dennoch hatte er auch in Freiburg, wie zuvor schon in Nantes, Anlaufschwierigkeiten. Er erzielte nur ein Tor in 30 Spielen und wurde von vielen bereits als Fehleinkauf abgestempelt. In der Saison 1999/2000 konnte er sich deutlich steigern, schoss bis zur Winterpause neun Treffer und führte damit die Torjägerliste an. Durch den auslaufenden Vertrag des Tunesiers wurde er daraufhin zum Objekt einiger Wechselspekulationen, die darin gipfelten, dass Gerhard Mayer-Vorfelder einen Wechsel Sellimis zum VfB Stuttgart bekanntgab, ohne dass bereits ein Vertrag unterschrieben gewesen wäre. Trotz eines schlechteren Vertragsangebots des Sport-Clubs blieb Sellimi schlussendlich bei den Freiburgern. In der Rückrunde der Saison 1999/2000 kam er allerdings auch nur noch zu zwei weiteren Treffern.
Im darauffolgenden Jahr bestritt er seine erfolgreichste Saison bei Freiburg. Er selbst steuerte zehn Treffer zum überraschenden sechsten Tabellenplatz bei und schaffte somit mit dem SCF eine UEFA-Pokal-Platzierung. Die Saison 2001/02 wurde dann jedoch ein weiterer Tiefpunkt in Sellimis Karriere. Er war des Öfteren verletzt, kam nur zu fünf Treffern in 25 Spielen und stieg zudem mit Freiburg in die zweite Bundesliga ab.
Nach weiteren langanhaltenden Verletzungsproblemen in der Hinrunde der Saison 2002/03 mit nur drei Kurzeinsätzen in der zweiten Liga wechselte Sellimi zur Winterpause zurück zu seinem Heimatverein Club Africain, bei dem er seine Karriere ausklingen ließ. Bei Freiburg spielte er insgesamt 108-mal in der Bundesliga und erzielte 27 Tore, womit er immer noch einer der erfolgreichsten Torjäger der Freiburger Bundesligageschichte ist.

## Der Nationalspieler
Adel Sellimi gab sein Debüt in der tunesischen Nationalelf im Oktober 1992 bei einem WM-Qualifikationsspiel gegen Benin (Endstand 5:1). Gut ein Jahr später spielte er gemeinsam mit seinem Bruder Samir bei der Afrikameisterschaft 1994. Zwei Jahre später, bei der Afrikameisterschaft 1996 spielte Sellimi ein tolles Turnier, erzielte zwei Tore, zog mit Tunesien ins Finale ein (0:2 gegen Südafrika) und war einer der besten Spieler des Turniers. Nicht zuletzt deswegen erfolgte sein Wechsel zu Nantes.
Allerdings fand er erst nach seinem Wechsel zu Real Jaén zu alter Stärke zurück, was ihm auch die Teilnahme der Weltmeisterschaft 1998 sicherte. Sellimi war bei allen drei Partien seines Landes im Einsatz, erzielte allerdings keinen Treffer und musste nach der Vorrunde die Heimreise antreten.
Obwohl er 2002 auf Forderung des SC Freiburgs auf eine Teilnahme an der Afrikameisterschaft 2002 verzichtete und daraufhin aus der Nationalmannschaft zunächst verbannt wurde, stand er bei der Weltmeisterschaft 2002 im Aufgebot der Adler von Karthago. Erneut gelang es dabei der tunesischen Mannschaft nicht, über die Vorrunde hinauszukommen, Sellimi kam dabei zu zwei Teileinsätzen (eine Ein-, eine Auswechslung). Kurze Zeit später trat er aus der Nationalmannschaft zurück.

## Erfolge
- Tunesischer Meister: 1992, 1996
- Tunesischer Pokal: 1992
- CAF Champions League: 1991
- Arabischer Pokal der Pokalsieger: 1995
- Afroasiatischer Pokal: 1992
- Finalist im afrikanischen Pokal der Pokalsieger: 1990
- Olympiateilnehmer 1996
- Vize-Afrikameister 1996, zudem Afrikameisterschaftsteilnehmer 1994 und 2000

## Persönliches
Adel Sellimi ist der jüngere Bruder von Samir Sellimi, welcher jahrelang zusammen mit ihm für Club Africain und Tunesien spielte.